# برهان دوسویی
در ترکیبیات، برهان دوسویی (انگلیسی: Bijective proof) یک فن اثباتی است که تابع دوسویی f: A → B بین دو مجموعه متناهی A و B، یا با حفظ اندازه یک تابع دوسویی بین دو کلاس ترکیبیاتی، را پیدا می‌کند و نشان می‌دهد که تعداد اعضای دو مجموعه (یا کلاس) برابر است (| A|=|B|). یکی از موارد کاربرد این روش وقتی است که مراد است اندازهٔ A بدست آورده شود، ولی راهی برای شمردن عناصر آن وجود ندارد. با ایجاد تناظر دوسویی از A به یک B که شمردن عناصرش ساده‌تر است، مسئله حل می‌شود.